# Emilie Vouga-Pradez

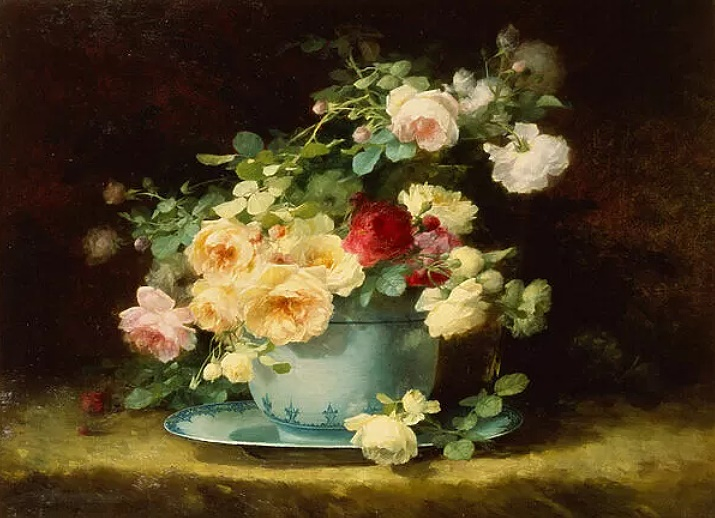
Rosen in einem blau-weissen Porzellantopf

Henriette Victorine Emilie Vouga-Pradez (geboren am 20. Mai 1839 in Vevey; gestorben am 15. Juni 1909 in Genf) war eine Schweizer Malerin und Verlegerin. Ihre mit «E. Vouga» signierten Blumen- und Tierbilder erfreuten sich ab Mitte der 1870er Jahre grösster Beliebtheit. Vor allem durch die auch im eigenen Verlag Vouga et Cie. herausgegebenen farblithografischen Drucke wurde «Madame Vouga» weltweit bekannt und berühmt. Sie galt zu Lebzeiten als bedeutende Vertreterin der Blumen- und Tiermalerei.

## Leben und Werk
Henriette Victorine Emilie Pradez kam am 20. Mai 1839 als Tochter von Marc Frédéric Pradez, einem Weinhändler, und seiner Frau Anne Lucile Emilie, geborene Gex, im schweizerischen Vevey zur Welt. Ihr Bruder Charles Adolphe wanderte in den 1840er Jahren nach Brasilien aus und war dort als Schriftsteller tätig, zu der Schwester Françoise Marie Louise Alexandrine  bestand dagegen stets enger Kontakt. In jungen Jahren war Pradez zunächst im kaufmännischen Bereich tätig. Im Mai 1861 heiratete sie Eugène Henri Vouga (1825–1903), einen Spross der bekannten Schweizer Künstler- und Gelehrtenfamilie Vouga. Kurz darauf folgte Vouga-Pradez ihrem Mann nach Genf. Aus der Ehe gingen mehrere Kinder hervor, darunter Charles Louis Henri Vouga, der später in die geschäftlichen Aktivitäten von Vouga-Pradez eingebunden war.

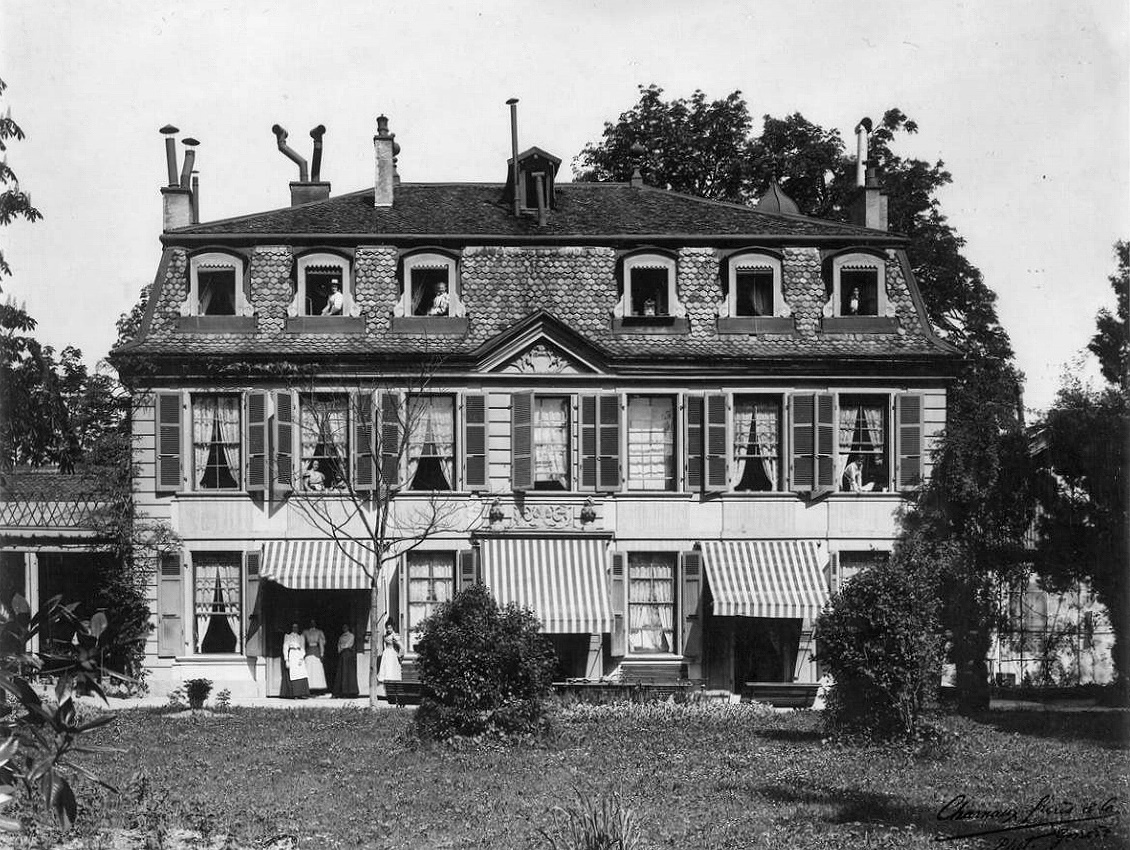
Mädchenpensionat Bois-de-Fey in Genf (um 1895), das auch als Wohnsitz von Vouga-Pradez diente.
Geleitet wurde die Anstalt von ihrer Schwester Louise Pradez.

In Genf wirtschaftlich abgesichert, machte Vouga-Pradez im Jahr 1872 die Malerei zu ihrem Haupterwerbszweig. Wohl schon in der Jugend durch die Bilder von Alexandre Calame inspiriert, hatte sie einige Malstunden genommen, sich den Grossteil ihrer Kenntnisse jedoch autodidaktisch angeeignet. Auch wenn «Madame Vouga» künstlerisch stets allein arbeitete, so gab sie doch ihre Maltechniken in Öl und Wasserfarben an Interessierte weiter. Zu den Schülerinnen zählten unter anderem Klara von Greyerz, Linna Vogel Irelan und die US-amerikanische Adelia Sarah Gates, die sich um 1875 in der Schweiz aufhielt.
Durch Ausstellungen beispielsweise im Genfer Palais de l’Athénée, in Bern und Zürich erlangte Vouga-Pradez in der Schweiz und darüber hinaus schnell Bekanntheit, und die Verkäufe liefen gut. Daneben machte sie ihre Werke in Form von Reproduktionen auch weniger gut Betuchten zugänglich. Diese farbigen Drucke erschienen in verschiedenen Formaten im Genfer Verlagshaus Damond, Coulin & Cie. Für den Verkauf vor allem der etwas später aufgekommenen und sehr beliebten Postkarten – auch mit Motiven anderer Künstler – wurde eigens der Verlag Vouga et Cie. gegründet, dem ihr Ehemann vorstand.
Ihre vielfach in Wasserfarben ausgeführten Blumenwerke pflegte die Künstlerin stets vor Ort häufig in der freien Natur und ohne vorherige Skizzen zu malen. Dafür begab sie sich beispielsweise eigens in hochalpines Gelände. Reisen in den Botanischen Garten von Bonn und in die Vereinigten Staaten, damals ausschliesslich per Schiff über den Atlantik erreichbar, sind ebenfalls nachweisbar. Um den abgebildeten Pflanzen eine besondere farbliche Leuchtkraft und auch Leichtigkeit zu verleihen, führte Vouga-Pradez die Benutzung von getöntem Papier und, damit verbunden, deckenden Wasserfarben ein. Im Gegensatz zu diesen speziellen Gouachen kamen mit den bis dahin in der Blumenmalerei vorzugsweise verwendeten transparenten Wasserfarben auf weissem Papier, den Aquarellen, insbesondere Pflanzen mit hellblättrigen Blüten deutlich weniger zur Geltung. Die nach alter Malweise benötigten kontrasterzeugenden Hintergrundschattierungen führten nämlich zwangsläufig zu einer unerwünschten Schwere in der Bildkomposition.
Die Künstlerin übertrug ihre Werke häufig eigenhändig auf die Steine zur chromolithographischen Vervielfältigung. Den Druck übernahm die Lithographen-Genossenschaft in Zürich, deren Chromolithographien zu den vorzüglichsten ihrer Zeit zählten. Obgleich zu den reproduzierten Bildern auch viele Tierdarstellungen der Malerin zählen, so ist das meistgedruckte Werk doch ein Blumenstück, namentlich das Ölgemälde Rosen in einem blau-weissen Porzellantopf.
Vouga-Pradez starb am 15. Juni 1909 in Genf im Alter von 70 Jahren.
| Kunstgewerbliche Drucke |

|  |

## Rezeption
Vouga-Pradez genoss zu Lebzeiten insbesondere als Blumenmalerin und Verlegerin glänzendes Ansehen, wie zahlreiche Zeitungen und Publikationen aus der Schweiz und dem Deutschen Reich zu berichten wussten. Der «beispiellose Erfolg» der «hervorragenden Genfer Malerin» beruhe neben ihrer Produktivität vor allem auf der «originellen» Art, Blumen zu malen. Sie verstehe es, mit «größter Gewissenhaftigkeit ausgeführte Naturstudien» auf eine ganz eigene, «geniale» Weise zu Papier zu bringen. In den eleganten, aber dennoch natürlich wirkenden Bildkompositionen gelinge es ihr mit «sicherem Blick» und «sicherer Hand», vor allem die Leichtigkeit und Zartheit der Weisse der darzustellenden Objekte einzufangen. In den Bildern werde dadurch der «Zauber der Blumenwelt» in «wunderbaren Stimmungen» wiedergegeben. Die «liebevoll gemalten Sträuße» erweckten geradezu den Eindruck, als «verströmten sie den Duft der Natur». Nicht umsonst würden auch ihre «farbenprächtigen» chromolithographischen Reproduktionen, die «berühmten Vouga-Serien», Weltruf geniessen. Die «hübschen Karten» von «hohem künstlerischen Werthe» seien «eines der schönsten Souvenirs für junge Mädchen» und würden sich – teilweise mit frommen Bibelversen versehen – besonders gut als «Andenken» für Feiertage und andere Anlässe eignen. Auch auf Wandschirme und Fächer übertragen, seien die Werke der «bescheidenen» und «wohltätigen» Künstlerin von «außerordentlich dekorativer Wirkung». Dass sich Vouga-Pradez ausserhalb der Schweiz und des Deutschen Reiches ebenfalls eine hohe Reputation erworben hatte, bezeugen Ehrenmitgliedschaften in französischen, italienischen und russischen Kunstgesellschaften.
Auch wenn das Werk von Vouga-Pradez – besonders in Form von Kunstdrucken – heute noch präsent ist, so scheint doch die Malerin selbst weitgehend in Vergessenheit geraten zu sein. Ein fachlich fundierter kunsthistorischer Diskurs fand bislang nicht statt. Die Rezeption in der Gegenwart beschränkt sich auf vergleichsweise kurze Einträge in Kunstlexika. Hinzu kommen eher beiläufige Erwähnungen im Zusammenhang mit anderen Künstlern und Themen beispielsweise botanischer und kunstgewerblicher Natur.